# Aniello de Guzmán y Carafa

Stemma di famiglia

Aniello de Guzmán y Carafa (Napoli, circa 1641 – Palermo, 16 aprile 1677) è stato un nobile spagnolo.

## Biografia
Era il figlio di Ramiro Felipe Núñez de Guzmán, Viceré di Napoli dal 1637 al 1644 e di Anna Carafa della Stadera, principessa di Stigliano e duchessa di Sabbioneta.
Iniziò giovanissimo la carriera militare nel 1658 armando di sua tasca una compagnia per il Tercio de Infantería di Francisco de Guzmán, figlio del marchese di La Algaba. Partecipò quindi con onore alle due ultime fasi della guerra di restaurazione portoghese, in esito alla quale la Spagna dovette rinunciare definitivamente alla dominazione sul Portogallo. Essendosi rifiutato di abbandonare il campo in occasione della grave sconfitta di Ameixial, l'8 giugno 1663, fu catturato dai portoghesi e trattenuto in prigionia nel castello di San Giorgio a Lisbona per quasi cinque anni. In particolare, nonostante il re Alfonso VI fosse imparentato con lui, gli fu rifiutato il permesso di lasciare temporaneamente, sull'onore, la prigionia, per perfezionare il matrimonio con la nobildonna italo-spagnola di recente origine portoghese, Eleonora de Moura Corterreal y d'Aragona Moncada, che era stato stipulato per procura il 13 febbraio 1664. Solo con la liberazione del Guzmán nel 1668, dopo la fine definitiva delle ostilità con il riconoscimento dell'indipendenza portoghese, si poté avere la celebrazione definitiva delle nozze, in forza delle quali egli si fregiò, maritali nomine, del titolo di marchese di Castel Rodrigo (che peraltro la moglie avrebbe ereditato legalmente solo nel 1675 alla morte del padre, Francisco de Moura Corterreal). Secondo il dizionario biografico online (DB~e) della Real Academia de la Historia di Madrid, nonostante che il nome non risulti riportato dai maggiori genealogisti, è storicamente provato che, nel corso del successivo biennio, la coppia ebbe un erede maschio, Félix de Guzmán y Carafa, il quale però scomparve nel 1688 nel corso di un viaggio a Malta. Sempre secondo il DB~e su tale scomparsa graverebbe il peso di gravi sospetti: il giovane era l'erede putativo della colossale eredità della famiglia paterna, all'epoca in mano allo zio Nicola, privo di discendenza, il quale morì l'anno successivo, quasi in contemporanea con il fratello minore Domenico (che veniva dopo Felix nell'ordine di successione), lasciando così unica erede presuntiva la sorellastra dei due, Mariana de Guzmán y Vélez Ladrón de Guevara, maritata nella potente famiglia andalusa dei duchi Medina Sidonia.
Guzmán fu viceré di Sicilia ad interim (1676-1677), e alla sua morte, cosa all'epoca inaudita, lasciò l'incarico alla moglie, che lo detenne però per meno di un mese. Fu sepolto a Palermo nella cripta della chiesa inferiore della Cappella Palatina del Palazzo dei Normanni.

## Ascendenza
|                                                                                   |                                                                                  |                                                                                     | Genitori                                                                      |  |  | Nonni |  |  | Bisnonni                                                            |  |  | Trisnonni                                                              |  |
|                                                                                   |                                                                                  |                                                                                     |                                                                               |  |  |       |  |  | 8. Gonzalo Núñez de Guzmán y Acuña, VIII signore di Toral y Aviados |  |  | 16. Gonzalo Núñez de Guzmán y Quiñones, VII signore di Toral e Aviados |  |
|                                                                                   |                                                                                  |                                                                                     |                                                                               |  |  |       |  |  | 8. Gonzalo Núñez de Guzmán y Acuña, VIII signore di Toral y Aviados |  |  | 16. Gonzalo Núñez de Guzmán y Quiñones, VII signore di Toral e Aviados |  |
|                                                                                   |                                                                                  | 17. Isabel de Acuña y de la Calle Rojas, signora di Requena                         |                                                                               |  |  |       |  |  | 8. Gonzalo Núñez de Guzmán y Acuña, VIII signore di Toral y Aviados |  |  |                                                                        |  |
| 4. Gabriel Núñez de Guzmán, I marchese di Toral                                   |                                                                                  |                                                                                     |                                                                               |  |  |       |  |  | 8. Gonzalo Núñez de Guzmán y Acuña, VIII signore di Toral y Aviados |  |  |                                                                        |  |
|                                                                                   |                                                                                  | 9. Juana de Guzmán y Schaumburg                                                     | 18. Martín de Guzmán y Quiñones, I signore di Montealegre                     |  |  |       |  |  |                                                                     |  |  |                                                                        |  |
|                                                                                   |                                                                                  | 9. Juana de Guzmán y Schaumburg                                                     | 18. Martín de Guzmán y Quiñones, I signore di Montealegre                     |  |  |       |  |  |                                                                     |  |  |                                                                        |  |
|                                                                                   |                                                                                  | 9. Juana de Guzmán y Schaumburg                                                     | 19. Anna von Schaumburg                                                       |  |  |       |  |  |                                                                     |  |  |                                                                        |  |
| 2. Ramiro Felipe Núñez de Guzmán, I duca di Medina de las Torres                  |                                                                                  | 9. Juana de Guzmán y Schaumburg                                                     |                                                                               |  |  |       |  |  |                                                                     |  |  |                                                                        |  |
|                                                                                   |                                                                                  | 10. Ramiro Núñez de Guzmán, II signore di Montealegre e Meneses                     | 20. Martín de Guzmán y Quiñones, I signore di Montealegre (= 18)              |  |  |       |  |  |                                                                     |  |  |                                                                        |  |
|                                                                                   |                                                                                  | 10. Ramiro Núñez de Guzmán, II signore di Montealegre e Meneses                     | 20. Martín de Guzmán y Quiñones, I signore di Montealegre (= 18)              |  |  |       |  |  |                                                                     |  |  |                                                                        |  |
|                                                                                   |                                                                                  | 10. Ramiro Núñez de Guzmán, II signore di Montealegre e Meneses                     | 21. Anna von Schaumburg (= 19)                                                |  |  |       |  |  |                                                                     |  |  |                                                                        |  |
| 5. Francisca de Guzmán y Rojas                                                    |                                                                                  | 10. Ramiro Núñez de Guzmán, II signore di Montealegre e Meneses                     |                                                                               |  |  |       |  |  |                                                                     |  |  |                                                                        |  |
|                                                                                   |                                                                                  | 11. Mariana de Rojas y Guzmán                                                       | 22. Gonzalo Núñez de Guzmán y Quiñones, VII signore di Toral e Aviados (= 16) |  |  |       |  |  |                                                                     |  |  |                                                                        |  |
|                                                                                   |                                                                                  | 11. Mariana de Rojas y Guzmán                                                       | 22. Gonzalo Núñez de Guzmán y Quiñones, VII signore di Toral e Aviados (= 16) |  |  |       |  |  |                                                                     |  |  |                                                                        |  |
|                                                                                   |                                                                                  | 11. Mariana de Rojas y Guzmán                                                       | 23. Isabel de Acuña y de la Calle Rojas, signora di Requena (= 17)            |  |  |       |  |  |                                                                     |  |  |                                                                        |  |
| 1. Aniello de Guzmán y Carafa                                                     |                                                                                  | 11. Mariana de Rojas y Guzmán                                                       |                                                                               |  |  |       |  |  |                                                                     |  |  |                                                                        |  |
|                                                                                   | 12. Luigi Carafa della Stadera, IV principe di Stigliano e IV duca di Mondragone | 24. Antonio Carafa della Stadera, III principe di Stigliano, III duca di Mondragone |                                                                               |  |  |       |  |  |                                                                     |  |  |                                                                        |  |
|                                                                                   | 12. Luigi Carafa della Stadera, IV principe di Stigliano e IV duca di Mondragone | 24. Antonio Carafa della Stadera, III principe di Stigliano, III duca di Mondragone |                                                                               |  |  |       |  |  |                                                                     |  |  |                                                                        |  |
|                                                                                   | 12. Luigi Carafa della Stadera, IV principe di Stigliano e IV duca di Mondragone | 25. Giovanna Colonna di Paliano                                                     |                                                                               |  |  |       |  |  |                                                                     |  |  |                                                                        |  |
| 6. Antonio Carafa della Stadera, V duca di Mondragone                             | 12. Luigi Carafa della Stadera, IV principe di Stigliano e IV duca di Mondragone |                                                                                     |                                                                               |  |  |       |  |  |                                                                     |  |  |                                                                        |  |
|                                                                                   |                                                                                  | 13. Isabella Gonzaga, II duchessa di Sabbioneta                                     | 26. Vespasiano I Gonzaga, I duca di Sabbioneta                                |  |  |       |  |  |                                                                     |  |  |                                                                        |  |
|                                                                                   |                                                                                  | 13. Isabella Gonzaga, II duchessa di Sabbioneta                                     | 26. Vespasiano I Gonzaga, I duca di Sabbioneta                                |  |  |       |  |  |                                                                     |  |  |                                                                        |  |
|                                                                                   |                                                                                  | 13. Isabella Gonzaga, II duchessa di Sabbioneta                                     | 27. Ana de Aragón y Cardona                                                   |  |  |       |  |  |                                                                     |  |  |                                                                        |  |
| 3. Anna Carafa della Stadera, V principessa di Stigliano e duchessa di Sabbioneta |                                                                                  | 13. Isabella Gonzaga, II duchessa di Sabbioneta                                     |                                                                               |  |  |       |  |  |                                                                     |  |  |                                                                        |  |
|                                                                                   |                                                                                  | 14. Giovanni Francesco Aldobrandini, I principe di Meldola e Sarsina                | 28. Giorgio Aldobrandini                                                      |  |  |       |  |  |                                                                     |  |  |                                                                        |  |
|                                                                                   |                                                                                  | 14. Giovanni Francesco Aldobrandini, I principe di Meldola e Sarsina                | 28. Giorgio Aldobrandini                                                      |  |  |       |  |  |                                                                     |  |  |                                                                        |  |
|                                                                                   |                                                                                  | 14. Giovanni Francesco Aldobrandini, I principe di Meldola e Sarsina                | 29. Margherita Dal Corno                                                      |  |  |       |  |  |                                                                     |  |  |                                                                        |  |
| 7. Elena Aldobrandini                                                             |                                                                                  | 14. Giovanni Francesco Aldobrandini, I principe di Meldola e Sarsina                |                                                                               |  |  |       |  |  |                                                                     |  |  |                                                                        |  |
|                                                                                   |                                                                                  | 15. Olimpia Aldobrandini                                                            | 30. Pietro Aldobrandini                                                       |  |  |       |  |  |                                                                     |  |  |                                                                        |  |
|                                                                                   |                                                                                  | 15. Olimpia Aldobrandini                                                            | 30. Pietro Aldobrandini                                                       |  |  |       |  |  |                                                                     |  |  |                                                                        |  |
|                                                                                   |                                                                                  | 15. Olimpia Aldobrandini                                                            | 31. Flaminia Ferracci                                                         |  |  |       |  |  |                                                                     |  |  |                                                                        |  |
|                                                                                   |                                                                                  | 15. Olimpia Aldobrandini                                                            |                                                                               |  |  |       |  |  |                                                                     |  |  |                                                                        |  |